# 지구의 지각

지구 지각의 판 모습

지구의 지각(地殼, Earth's crust)은 지구 반지름과 부피의 1% 미만을 차지하는 두꺼운 암석으로 이루어진 외부 껍질이다. 이것은 지각과 맨틀의 상부를 포함하는 지구 층의 고체화된 부분인 암석권의 최상위 구성 요소이다. 암석권은 지각판으로 나뉘며, 이들의 움직임은 지구 내부의 열이 우주로 빠져나가게 한다.
지각은 맨틀 위에 놓여 있는데, 상부 맨틀이 감람암으로 이루어져 있어 지각보다 훨씬 밀도가 높기 때문에 이 구성이 안정적이다. 지각과 맨틀의 경계는 전통적으로 모호면이라 부르며 이 경계는 지진파 속도가 변화하는 면으로 정의된다.
지각의 온도는 안쪽으로 깊어질수록 증가하며, 일반적으로 아래 맨틀과의 경계에서 약 700 ~ 1,600 °C (1,292 ~ 2,912 °F) 범위의 온도까지 도달한다. 온도는 지각 상부에서 킬로미터당 최대 30 °C만큼 증가한다.

## 구성

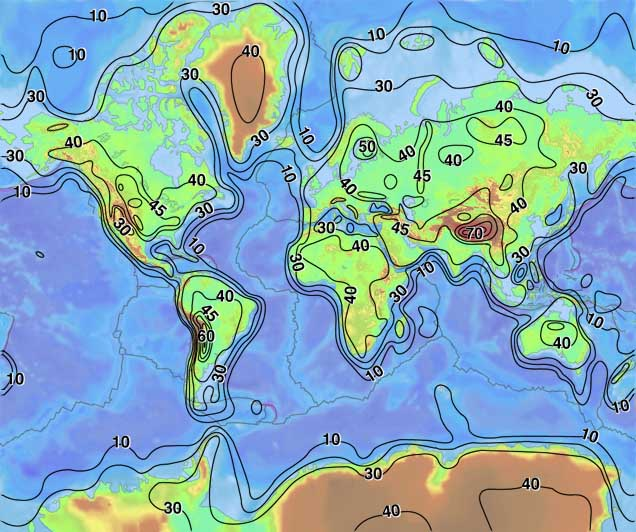
지구 지각의 두께 (km)

원자 번호에 따른 지구 상부 대륙 지각의 화학 원소 존재비 (원자 분율). 지각에서 가장 희귀한 원소(노란색으로 표시)는 가장 무거운 원소가 아니라 원소의 골트슈미트 분류에서 친철 원소(철을 좋아하는 원소)이다. 이 원소는 지구 핵으로 더 깊이 이동하여 지각에는 고갈되었다. 유성체 물질에서는 그들의 존재비가 더 높다. 또한, 텔루르와 셀레늄은 휘발성 수소화물 형성으로 인해 지각에서 고갈되었다.

지구의 지각은 두 가지 뚜렷한 유형으로 나뉜다.
1. 대륙 지각: 25~70 km 두께이며 주로 화강암과 같이 밀도가 낮고 더 규장질인 암석으로 구성된다. 티베트고원, 알티플라노고원, 동부 발트 순상지와 같은 몇몇 지역에서는 대륙 지각이 더 두껍다(50~80 km).
2. 해양 지각: 5~10 km 두께이며[4] 주로 현무암, 휘록암, 반려암과 같이 밀도가 높고 더 고철질인 암석으로 구성된다.

지각의 평균 두께는 약 15~20 km이다.
대륙 지각과 해양 지각 모두 아래에 있는 맨틀보다 밀도가 낮기 때문에 두 가지 유형의 지각 모두 맨틀 위에 "떠 있다". 대륙 지각의 표면은 해양 지각의 표면보다 훨씬 높다. 이는 더 두껍고 밀도가 낮은 대륙 지각이 더 큰 부력을 받기 때문이다(지각 평형의 한 예시이다). 이 때문에 대륙은 깊은 해양 분지에 둘러싸인 높은 지형을 형성한다.
대륙 지각의 평균 조성은 안산암과 유사하지만, 조성이 균일하지는 않다. 상부 지각은 데이사이트와 유사한 더 규장질 조성이 평균적인 반면, 하부 지각은 현무암과 유사한 더 고철질 조성이 대부분이다. 지구의 대륙 지각에서 가장 풍부한 광물은 장석으로 지각 질량의 약 41%를 차지하며, 다음으로 석영이 12%, 휘석이 11%를 차지한다.
| 지구 지각에서 가장 풍부한 원소 | 질량별 대략적인 % | 산화물        | 질량별 대략적인 산화물 % |
| ------------------------------ | ----------------- | ------------- | ------------------------ |
| O                              | 46.1              |               |                          |
| Si                             | 28.2              | SiO2          | 60.6                     |
| Al                             | 8.23              | Al2O3         | 15.9                     |
| Fe                             | 5.63              | FeO 형태의 Fe | 6.7                      |
| Ca                             | 4.15              | CaO           | 6.4                      |
| Na                             | 2.36              | Na2O          | 3.1                      |
| Mg                             | 2.33              | MgO           | 1.8                      |
| K                              | 2.09              | K2O           | 4.7                      |
| Ti                             | 0.565             | TiO2          | 0.7                      |
| H                              | 0.14              |               |                          |
| P                              | 0.105             | P2O5          | 0.1                      |

물을 제외한 다른 모든 구성 요소는 매우 적은 양으로만 존재하며 총 1% 미만이다.
대륙 지각은 현무암질 해양 지각에 비해 비상용 원소가 풍부하며, 아래에 있는 맨틀에 비해서는 훨씬 더 풍부하다. 가장 비상용적인 원소는 원시 맨틀 암석에 비해 대륙 지각에서 50~100배 더 풍부하며, 해양 지각에서는 약 10배 더 풍부하다.
대륙 지각의 추정 평균 밀도는 2.835 g/cm3이며, 밀도는 지각 최상부의 평균 2.66 g/cm3에서 지각 바닥의 3.1 g/cm3로 깊이에 따라 증가한다.
대륙 지각과 달리 해양 지각은 주로 해령 현무암 조성의 베개 용암과 시트형 다이크로 구성되며, 얇은 상부 퇴적층과 하부 반려암층을 이룬다.

## 형성 및 진화
지구는 약 46억 년 전 새로 형성된 태양 궤도를 돌던 먼지와 가스 원반에서 형성되었다. 미행성과 다른 작은 암석체가 충돌하고 합쳐져 점차 행성으로 성장하는 부착을 통해 형성되었다. 이 과정은 엄청난 양의 열을 발생시켜 초기 지구가 완전히 녹았다. 행성 부착이 느려지면서 지구는 냉각되기 시작했고, 원시 지각 또는 초기 지각이라고 불리는 첫 번째 지각이 형성되었다. 이 지각은 거대한 충돌로 반복적으로 파괴된 후, 충돌로 남겨진 마그마 바다에서 다시 형성되었다고 추정된다. 오늘날 지구의 원시 지각은 남아 있지 않다. 지난 수십억 년 동안 침식, 충돌, 판 구조론적 활동으로 모두 파괴되었다.
그 이후로 지구는 각각 해양 지각과 대륙 지각에 해당하는 2차 및 3차 지각을 형성했다. 2차 지각은 해양 확장 중심에서 형성되며, 이곳에서 아래 맨틀의 부분 용융으로 현무암질 마그마가 생성되고 새로운 해양 지각이 형성된다. 이 "해령 밀어내기"는 판 구조론의 원동력 중 하나이며, 끊임없이 새로운 해양 지각을 생성한다. 결과적으로 오래된 지각은 파괴되어야 하므로 확장 중심의 반대편에는 보통 섭입대가 있다. 섭입대는 해양판이 맨틀로 다시 가라앉는 해구를 말한다. 새로운 해양 지각을 생성하고 오래된 해양 지각을 파괴하는 이 지속적인 과정은 오늘날 지구에서 가장 오래된 해양 지각이 약 2억 년밖에 되지 않았다는 것을 의미한다.
대조적으로, 대륙 지각의 대부분은 훨씬 더 오래되었다. 지구에서 가장 오래된 대륙 지각 암석은 약 37억 년에서 42억 8천만 년 사이의 연대를 가지며 웨스턴오스트레일리아주의 내리거 편마암 지역, 캐나다 순상지에 있는 노스웨스트 준주의 아카스타 편마암, 페노스칸디아 순상지와 같은 다른 지괴 지역에서 발견되었다. 일부 지르콘은 내리거 편마암 지역에서 43억 년에 달하는 연대를 가지고 있다. 대륙 지각은 섭입된 2차(해양) 지각의 재활용을 통해 섭입대에서 형성된 3차 지각이다.
지구의 현재 대륙 지각의 평균 연대는 약 20억 년으로 추정된다. 25억 년 이전에 형성된 대부분의 지각 암석은 지괴에 있다. 이러한 오래된 대륙 지각과 아래 맨틀 연약권은 지구의 다른 곳보다 밀도가 낮아서 섭입으로 쉽게 파괴되지 않는다. 새로운 대륙 지각의 형성은 로디니아, 판게아, 곤드와나와 같은 초대륙의 형성과 같은 강렬한 조산 운동 시기와 관련이 있다. 지각은 화강암과 변성 습곡대를 포함한 열도의 집합을 통해 부분적으로 형성되며, 아래 맨틀의 고갈을 통해 부력이 있는 암석권 맨틀을 형성함으로써 부분적으로 보존된다. 대륙의 지각 운동은 지진을 유발할 수 있으며, 해저 아래의 움직임은 쓰나미를 일으킬 수 있다.

## 같이 보기
- 취성-연성 전이대
- 지구의 구조